# Музаффарпур (округ)
Музаффарпур (хинди मुज़फ़्फ़रपुर ज़िला; урду مُظفٌر پور ضلع‎; англ. Muzaffarpur) — округ на севере центральной части индийского штата Бихар. Административный центр — город Музаффарпур. Площадь округа — 3173 км². По данным всеиндийской переписи 2001 года население округа составляло 3 746 714 человек. Уровень грамотности взрослого населения составлял 47,95 %, что ниже среднеиндийского уровня (59,5 %). Махатма Ганди дважды посетил этот регион: в 1920 и в 1927 годах.